# Tyszki-Nadbory
Tyszki-Nadbory (prononciation : [ˈtɨʂki nadˈbɔrɨ]) est un village polonais de la gmina de Czerwin dans le powiat d'Ostrołęka de la voïvodie de Mazovie dans le centre-est de la Pologne.
Il se situe à environ 11 kilomètres au nord-est de Czerwin (siège de la gmina), 25 kilomètres au sud-est d'Ostrołęka (siège du powiat) et à 105 kilomètres au nord-est de Varsovie (capitale de la Pologne).

## Histoire
De 1975 à 1998, le village appartenait administrativement à la voïvodie d'Ostrołęka.